# Mayuri vina

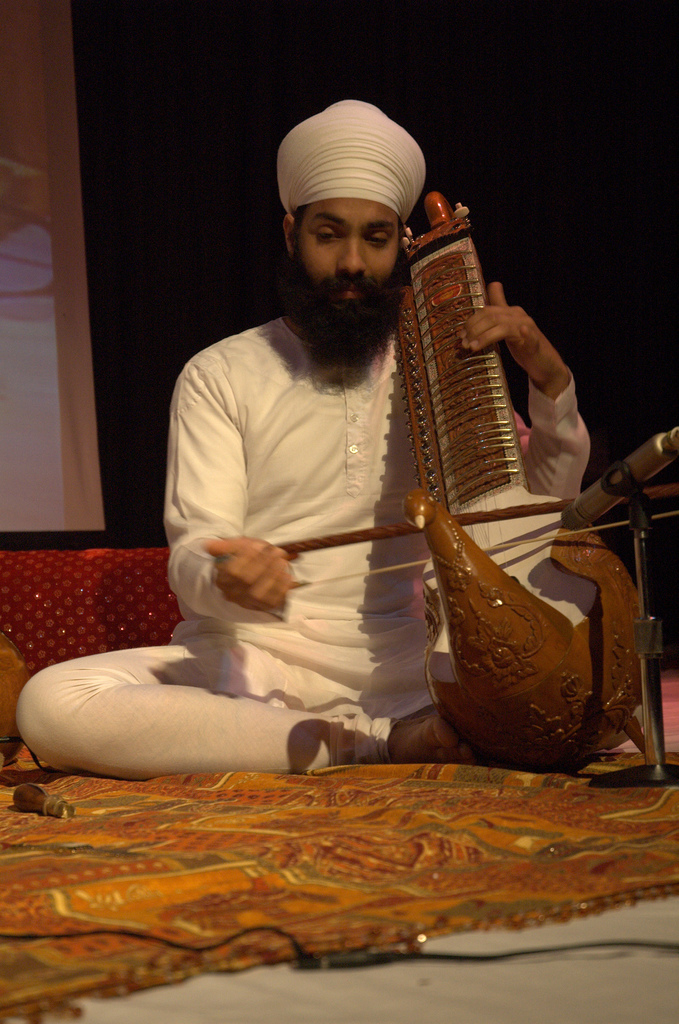
Ein Sikh-Musiker spielt mayuri vina.

Mayuri vina, auch taus, bālasarasvati, ist eine seltene, vorwiegend im Norden Indiens mit dem Bogen gestrichene Langhalslaute, deren voluminöser Korpus in einem Pfauenkopf endet. Das vor allem von Sikh-Musikern im indischen und pakistanischen Punjab gespielte Instrument gehört zur Gruppe der vina und war vermutlich Vorbild für die im 19. Jahrhundert entwickelte kleinere Streichlaute esraj.
Sanskrit mayura bedeutet „Pfau“, ebenso das Farsi- und Urdu-Wort taus. Sanskrit bāla steht für „Kind“, „jugendlich“; Sarasvati ist die in Südindien mit einem Pfau als Reittier dargestellte Göttin der Weisheit und Musik.

## Herkunft
Die ersten mehrsaitigen indischen Saiteninstrumente waren in vedischer Zeit Bogenharfen, die sich aus einsaitigen Musikbögen entwickelt haben und die bis zum 7. Jahrhundert auf Steinreliefs zu sehen sind. Danach wurden sie von Lauteninstrumenten und Stabzithern mit Kalebassenresonatoren abgelöst. Der erste schriftliche Hinweis auf gestrichene Saiteninstrumente, die entfernt zu den vina gezählt wurden, ist im Sanskritwörterbuch Amarakosha (9. Jahrhundert oder früher) enthalten (kona wird mit „Bogen“ übersetzt). Der arabische Gelehrte al-Farabi (um 870–950) erwähnt erstmals für die arabische Musik die mit dem Bogen gestrichene rabāb. Ab dem 10. Jahrhundert sind laut B. C. Deva an einigen Tempelreliefs Streichinstrumente abgebildet. Die als Beleg, um den indischen Ursprung der Saiteninstrumente nachzuweisen, aufgeführten frühen Abbildungen sind jedoch nicht eindeutig zu interpretieren. Nach der mündlichen Überlieferung gilt als erwiesen, dass die in Rajasthan und Gujarat in der Volksmusik gespielte Fiedel ravanahattha aus alter Zeit stammt und vom mythischen Dämonenkönig Ravana erfunden wurde.
Im 12. Jahrhundert und in der im 13. Jahrhundert von Sarngadeva verfassten Musiktheorie Sangita Ratnakara wird die mit dem Bogen (karmuka) gestrichene pinaki vina erwähnt. Der Name geht auf den mythischen Bogen (Musikbogen?) pinaki zurück, ein Attribut, das Shiva unbesiegbar machte. Die letzte Beschreibung dieses einsaitigen Instruments stammt aus dem Jahr 1810, als es praktisch schon ausgestorben war. Im 11. Jahrhundert wird eine saranga vina erwähnt, die zu dieser Zeit ein beliebtes Streichinstrument gewesen sein muss, mit dem Jains ihre religiösen Gesänge begleiteten. Hiermit namensverwandt ist die ab dem 16. Jahrhundert in der Straßenmusik gespielte sarangi, ein Vorläufer des bekanntesten indischen Streichinstruments, das heute in der nordindischen klassischen Musik eingesetzt wird. Die sarangi könnte in Indien entstanden sein oder wie die sarinda von ähnlichen Streichlauten im persisch-zentralasiatisch islamischen Raum abstammen. Dort entwickelte sich im 18. Jahrhundert die afghanische Form der gezupften Laute rubāb, die als Vorbild für die indische sarod diente. Die gestrichene dilruba dürfte in der Mogulzeit entstanden sein.
Indien hat neben den von Muslimen eingeführten Lauteninstrumenten eine lange Tradition von einfachen, offensichtlich sehr alten indischen Streichlauten, die in der Volksmusik gespielt werden. Solche ein- oder zweisaitige Fiedeln heißen ektara, pena, banam, kingri und in Südindien kinnaram (namensgleich mit der gezupften Stabzither kinnari vina). Die  mayuri vina lässt sich je nach Betrachtungsweise von den mittelalterlichen indischen Lauteninstrumenten oder Stabzithern vom Typ der vina oder den mit den Muslimen aus dem Nordwesten gekommenen Streich- und Zupflauten ableiten. Musiker der Sikhs führen den Ursprung der mayuri vina auf Har Gobind (1595–1644), ihren sechsten Guru zurück, der ein Instrument namens saranda erfunden haben soll. Der zehnte Guru Gobind Singh (1666–1708) habe wie seine Vorgänger, die sich einer musikalischen Tradition zugehörig sahen und sich selbst als dhadi (religiöser Balladensänger) verstanden, aus der saranda die taus entwickelt. Später sollen Sikhs die unhandliche taus zur dilruba verschlankt haben.
Der lateinische Name pavo, Deutsch abgeleitet „Pfau“, führt auf Altgriechisch taôs zurück, das in zahlreiche weitere Sprachen und mit taus auch ins Urdu überging. Mayuri hat über Sanskrit mayura einen indischen Ursprung, von dem Hindi mor abstammt. Pavo cristatus, der in Südasien beheimatete Blaue Pfau, genießt in Indien hohe Wertschätzung. Er wird in der Musik thematisiert und im Tanz, in der Malerei und in Form von Gebrauchsgegenständen dargestellt. Für Hindus ist er das Reittier (vahana) der Göttin  Sarasvati, des Kriegsgottes Skanda und der zu den Matrikas gehörenden Kaumari. In der Mythologie ist er der Töter der Schlangen; auf Miniaturmalereien sitzt er in der Nähe der Liebespaare, die er zusammengeführt hat. In einem Motiv aus einer Ragamala-Serie, in der bestimmte Ragas illustriert werden, repräsentiert der Pfau den abwesenden Geliebten, nach dem sich die Dame sehnt. Solche Darstellungen sind typisch für die Malerei Rajasthans im 17. und 18. Jahrhundert. Die Verbindung zur Musik stellte bereits Kalidasa Anfang des 5. Jahrhunderts her, wenn er von Pfauen an Flussufern spricht, die der wohltönenden Musik der Wellen lauschen. In ländlichen Regionen von Odisha erfüllt bei den Saoras die der tuila ähnliche Stabzither kuranrajan mit zwei Saiten aus Pflanzenfasern, einem Kalebassenresonator und einem Pfauenkopf bei Totenritualen eine magische Funktion. Mayil yazh („Pfauen-Harfe“) nennt sich die südindische Neuschöpfung einer Harfe mit einem Korpus in Pfauenform und dem Namen der altindischen Bogenharfe yazh.

## Bauform

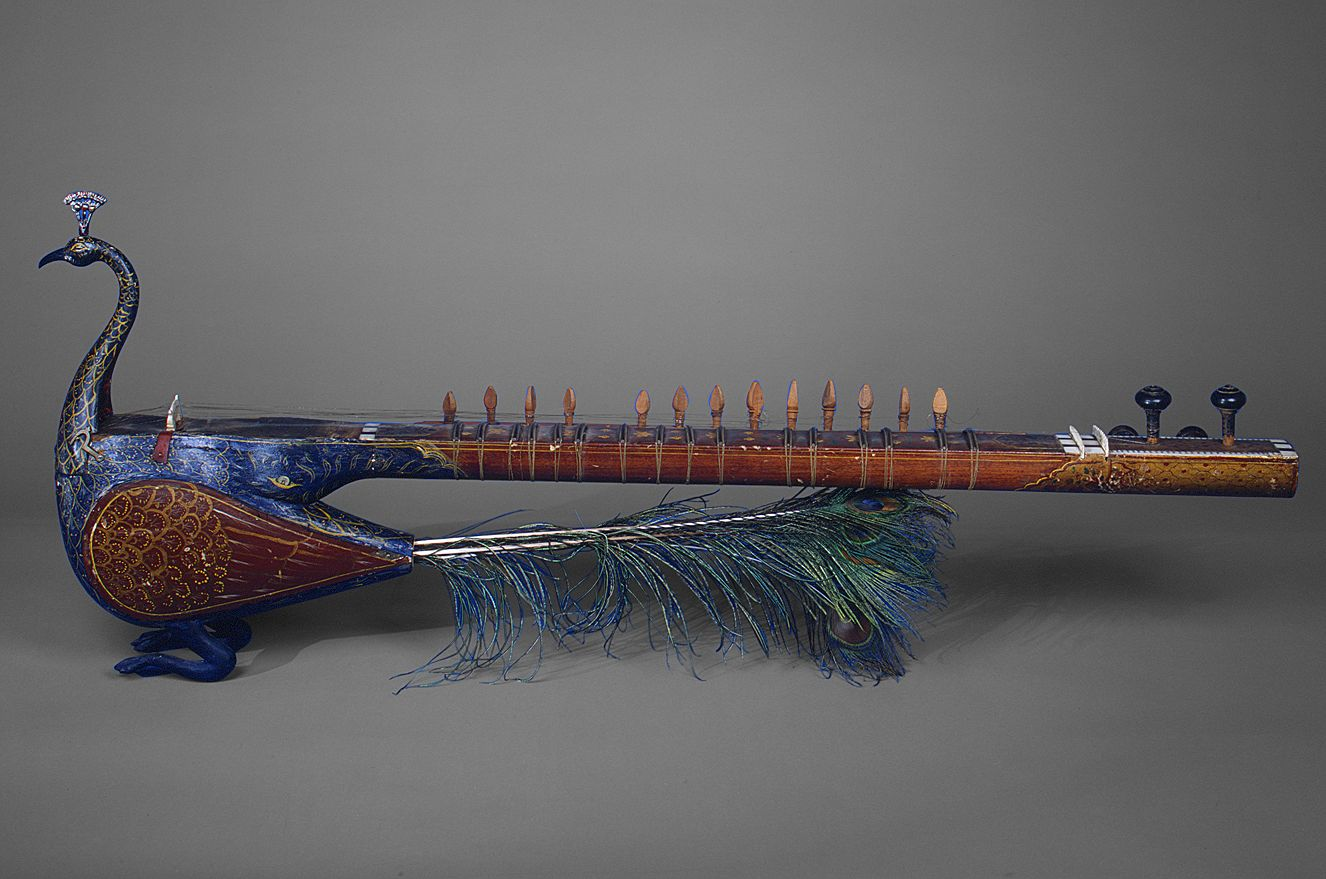
Mayuri vina, 19. Jahrhundert. Metropolitan Museum of Art, New York

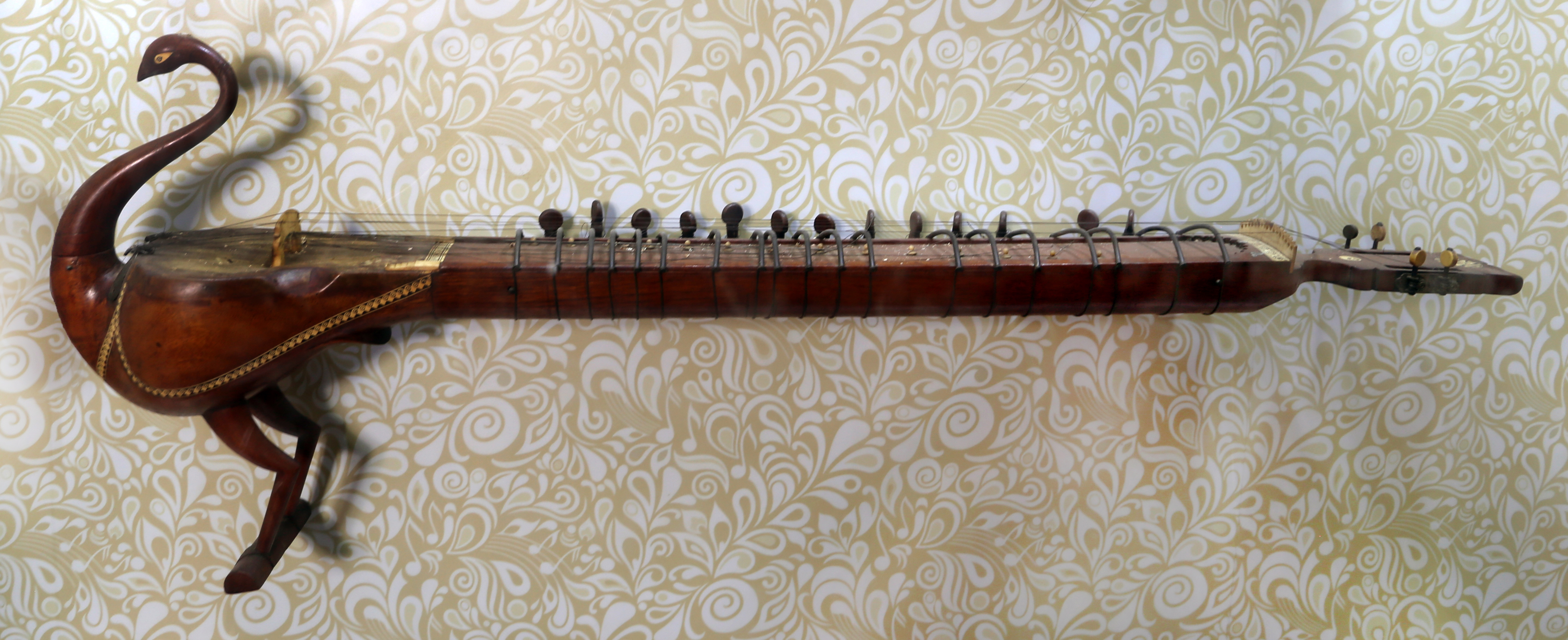
Mayuri vina, Government Museum, Chennai

Die mayuri vina ist in ihrer Grundform eine größere und schwerere Variante der dilruba und der esraj, die zur selben Instrumentenfamilie gehören. Der dickbauchige Resonanzkörper ist mit einer Hautdecke bespannt und im oberen Bereich an beiden Seiten leicht tailliert. Der Resonanzkörper geht in der Draufsicht mit einem weichen Bogen in den breiten Hals über, auf dem vier Melodiesaiten verlaufen, die an 16 bis 19 Metallbünden abgegriffen werden. Die Melodiesaiten führen vom unteren Ende über einen mittig auf der Decke aufgestellten Steg zu einem leicht nach unten geknickten Wirbelkasten. 16 Resonanzsaiten unter den Bünden enden an einer Reihe Wirbel, die seitlich am Hals angebracht sind. In der Seitenansicht ist mit dem Resonanzkörper eine naturgetreue Pfauenform nachgebildet, in dessen hinterem (Schwanz-)Ende unter dem Hals normalerweise lange Pfauenfedern stecken. Die weiße Decke hebt sich von den übrigen dunkelbraunen Holzteilen ab. Der Resonanzkörper ist kunstvoll mit hellglänzenden Metalleinlagen verziert.
Der Spieler sitzt im Schneidersitz auf dem Boden und hält das nach vorne gerichtete Instrument schräg geneigt mit seiner linken Schulter. Der Bogen besteht aus einem mit Pferdehaar bespannten runden Holzstab. Der Klang ist sanft und tiefer als bei den verwandten Streichinstrumenten.
Die Idee eines zoomorphen Saiteninstruments könnte sich von der mayuri vina nach Südostasien ausgebreitet haben. In Myanmar spielen die Mon die dreisaitige Krokodilszither mi gyaung. Eine ähnliche Kastenzither mit Krokodilskopf heißt in Thailand chakhe und in Kambodscha takhe.

## Spielweise
Die mayuri vina wurde und wird von Sikhs gelegentlich zur Gesangsbegleitung verwendet. Unabhängig von seinem eleganten Äußeren stand das Instrument früher in niederem Ansehen, denn es wurde hauptsächlich mit den Nautch-Tänzerinnen in Verbindung gebracht. Diese waren das weltliche Gegenstück zu den Devadasis, den indischen Tempeltänzerinnen. Nautch waren schöne Mädchen, die als professionelle Unterhalterinnen nicht zum Gefallen der Götter, sondern der Herrscher an den Höfen der indischen Fürstenstaaten auftraten. Ihre Tänze begleiteten Spieler auf der tabla und auf einem Streichinstrument. Ein berühmter mayuri vina-Spieler in der zweiten Hälfte des 19. Jahrhunderts war Balasarasvati Jagannatha Bhatgosvami aus Thanjavur. Heute wird die mayuri vina auch instrumental für im Khyal-Stil gespielte Ragakompositionen eingesetzt.
Der Balletttänzer Uday Shankar machte in der ersten Hälfte des 20. Jahrhunderts indischen Tanz im Westen bekannt. Als er 1931 mit seiner Truppe in Paris auftrat, gehörten sitar, sarod, mahuri vina und esraj zu seinem exotischen Musikensemble.